# ABC FM
ABC FM es una emisora radial paraguaya emitida en la frecuencia número 98.5 en FM. Su sede se encuentra sobre la calle Yegros 745, esq. Luis Alberto de Herrera en las instalaciones de ABC Color en Asunción, Paraguay.

## Historia
El 13 de noviembre de 2018 se dio a conocer en un informe de la CONATEL que el grupo AZETA se alza con la única frecuencia modulada licitada para Asunción en ese momento.
El 5 de marzo de 2019 comienza las transmisiones regulares de la radio con una programación en los que se fusionan información y música.

## Voces
Las voces de esta radio son:
- Denise Hutter
- Leti Medina
- Diego Marini
- Mabel Rehnfeldt
- Robert Lemos
- Enrique Vargas Peña
- Jorge Montefilpo
- Sara Moreno
- Jorge Galeano
- Federico Arias
- Brian Cáceres
- Pablo Guerrero
- Juanjo Salerno
- Magdalena Britos
- Belén Bogado "Tuntuna"
- Ariel Marecos
- Aldana Meza